# Брунс, Генрих
Эрнст Генрих Брунс (Ernst Heinrich Bruns) — немецкий математик и астроном.

## Биография
Посещал Гимназию Фридриха Вильгельма в Берлине, в 1866—1871 годах изучал в Берлине математику, астрономию и физику, в 1872—1873 годах был счётчиком в Пулковской обсерватории, в 1873—1876 годах — обсерватором в Дерптской обсерватории и доцентом в Дерптском университете в 1876 году был приглашён на должность экстраординарного профессора математики в Берлин, а в 1882 году профессором астрономии и директором Обсерватории в Лейпциг, на место Карла Брунса. В честь Брунса назван астероид (901) Брунсия, открытый в 1918 году.

## Публикации
Брунс напечатал юбилейное сочинение:
- «Uber die Penoden der elliptischen Integrale erster und zweiter Gattung» (Дерпт, 1875);
- «Die Figur der Erde» (Берлин, 1878),

а также ряд статей в «Journal für die reine und angewandte Mathematik», в «Mathem. Annalen» и других специальных изданиях.